# Ragheed al-Tatari
Ragheed Ahmad al-Tatari (în arabă رغيد أحمد التتري; n. 25 decembrie 1954) este un fost pilot militar sirian care s-a remarcat prin faptul că a fost cel mai longeviv deținut politic din Siria. El a fost arestat de serviciile secrete siriene în 1981, după ce a refuzat să participe la bombardarea orașului Hama și a fugit ulterior în Iordania. De atunci, el a fost încarcerat în diferite închisori aflate sub controlul regimului Republicii Arabe Siriene. După ce a petrecut aproximativ 43 de ani în închisoare, a fost eliberat în cele din urmă pe 8 decembrie 2024.

## Începutul carierei
Ragheed al-Tatari s-a născut pe 25 decembrie 1954, la Damasc, Siria. S-a înscris la Academia Forțelor Aeriene în 1972, absolvind în 1975 și, ulterior, a servit în diferite escadroane ale forțelor aeriene.

## Arestarea și procesul
În 1980, Ragheed al-Tatari a fost pus sub acuzare pentru că a refuzat să participe la o misiune de bombardament în Hama, alături de colegii lui. Deși în cele din urmă instanța l-a achitat, el a fost totuși scos din armată. A stat opt luni în Iordania înainte de a călători în Egipt, unde a cerut azil politic, dar cererea i-a fost în cele din urmă respinsă. În 1981, din cauza tulburărilor de după asasinarea președintelui egiptean Sadat, a fost obligat să se întoarcă în Siria. Ragheed al-Tatari și colegii lui au fost apoi arestați și reținuți de către Direcția de Informații a Forțelor Aeriene. Apoi, timp de câțiva ani, nici soția lui, nici altcineva nu a avut vești.

## Detenția
Ragheed al-Tatari a fost închis în diferite închisori militare pe parcursul detenției sale: trei ani în închisoarea Mezzeh, șaisprezece ani în închisoarea Tadmor și unsprezece ani în închisoarea Saidnaya. Odată cu declanșarea Revoluției Siriene⁠(d) în 2011, regimul și-a intensificat represiunea, arestând mii de protestatari, ceea ce a dus la o reorganizare a populației închisorilor. În această perioadă, sute de islamiști radicali au fost eliberați, în timp ce al-Tatari a fost transferat la închisoarea civilă din Adra. În semn de protest față de condițiile sale de detenție, el a refuzat să poarte uniforma închisorii Adra, atitudine care a dus la interzicerea vizitelor familiei. În anii săi de închisoare, al-Tatari a dezvoltat abilități artistice și sculpturale remarcabile, creând lucrări complicate din materiale precum pesmet, zahăr, acid citric și semințe de măsline. În plus, a organizat turnee de șah, modelând piesele din aluat de pâine și desenând tabla de șah pe pânză.
Potrivit președintelui Asociației Deținuților și Dispăruților din Închisoarea Saidnaya (ADMSP), acesta este recunoscut drept cel mai longeviv deținut politic din lume. Fiul lui, Waël al-Tatari, s-a născut la scurt timp după arestarea tatălui său, și s-a refugiat în Canada, de unde a militat activ pentru eliberarea tatălui lui. Waël și-a putut întâlni pentru prima oară tatăl în 2005.
În cele din urmă, a fost eliberat pe 8 decembrie 2024, după capturarea Damascului de către forțele de opoziție siriene, după o încarcerare de 43 de ani.